# دياني واشبورن
دياني واشبورن (بالإنجليزية: Diane Washburn)‏ هي عارضة أمريكية، ولدت في 10 مايو 1932.